# L'Heure bleue (Mike Lécuyer)
Pour les articles homonymes, voir L'Heure bleue.
Albums de Mike Lécuyer
De Montparnasse à Montréal
(2011) 5
(2017)
L’heure bleue est le quatrième album studio de Mike Lécuyer publié en 2013 sur le label Bluesiac (référence BL 8710).

## Historique
L’heure bleue a été enregistré entre septembre 2012 et août 2013 à Saint-Michel-de-Montaigne (Dordogne) et produit comme le précédent par Mike Lécuyer ,,.

## Liste des chansons
| CD    | CD                                    | CD                                              | CD    | CD | CD | CD | CD | CD | CD |
| No    | Titre                                 | Auteur                                          | Durée |    |    |    |    |    |    |
| ----- | ------------------------------------- | ----------------------------------------------- | ----- | -- | -- | -- | -- | -- | -- |
| 1.    | Le ciel est bleu                      | Mike Lécuyer / Bernard Zuang                    | 3:37  |    |    |    |    |    |    |
| 2.    | Rock 'n' Roll Mojito Party            | Mike Lécuyer                                    | 3:09  |    |    |    |    |    |    |
| 3.    | J'ai prié pour...                     | Mike Lécuyer / Bernard Zuang                    | 2:39  |    |    |    |    |    |    |
| 4.    | Où est passé le passé ?               | Mike Lécuyer / Bernard Zuang                    | 3:23  |    |    |    |    |    |    |
| 5.    | Couleurs de l'âme                     | Gérard Chaumarel / Mike Lécuyer                 | 2:58  |    |    |    |    |    |    |
| 6.    | Blonde, Brune ou Rousse               | Mike Lécuyer / Laurent Lahaye                   | 2:16  |    |    |    |    |    |    |
| 7.    | Chaque mois                           | Mike Lécuyer - Roland Tchakounté / Mike Lécuyer | 3:21  |    |    |    |    |    |    |
| 8.    | Elle danse dans la brume              | Mike Lécuyer / Bernard Zuang                    | 2:40  |    |    |    |    |    |    |
| 9.    | Frankenstein Boogie                   | Mike Lécuyer / Bernard Zuang                    | 3:18  |    |    |    |    |    |    |
| 10.   | Je suis descendu à la mer aujourd'hui | Mike Lécuyer / Bernard Zuang                    | 3:12  |    |    |    |    |    |    |
| 11.   | Pas l' temps, pas l' temps            | Mike Lécuyer / Bernard Zuang                    | 2:32  |    |    |    |    |    |    |
| 12.   | La vie est une belle p...             | Mike Lécuyer / Bernard Zuang                    | 4:38  |    |    |    |    |    |    |
| 13.   | Funky Blues 1977                      | Mike Lécuyer / Lionel Raynal                    | 5:06  |    |    |    |    |    |    |
| 45:00 |                                       |                                                 |       |    |    |    |    |    |    |

## Musiciens
- Mike Lécuyer: chant, guitare rythmique, basse, kazoo, percussions, programmations batterie et synthétiseur
- Bernard Zuang : guitares, basse, harmonica
- Matthieu Wanderscheid : guitares
- Gérard Chaumarel (Stringers in the night) : guitares

Invités :
- Jacques Gallissaires : harmonica sur "Pas l' temps, pas l' temps"
- Inge, Françoise et Nathalie : chœurs sur "Le ciel est bleu"
- Roland Tchakounté : guitare, chant ; et Mick Ravassat : guitare slide sur "Chaque mois"
- (HarpSliders) Manu Slide : guitares ;  Pappy Washboard : percussions ; et Laurent Lahaye : accordéon sur "Blonde, Brune ou Rousse"
- Guillaume Petite : piano sur "La vie est une belle p..."
- (Mike & Sa Clique) Lionel Raynal  : guitare ;  Antoine Mizrahi : basse ; et Rachid Amlaoui : batterie sur "Funky Blues 1977"
- Tommy Lécuyer : voix sur le bonus caché.